# Octurn
Octurn is een hedendaags jazzensemble met als thuisbasis Brussel.
Octurn is het geesteskind van, en wordt geleid door saxofonist Bo Van der Werf. De band ontstond rond 1994 uit wekelijkse workshops die gehouden werden in de Brusselse jazzclub Sounds.
De band bestaat uit een aantal muzikanten uit de Belgische jazz die in de muziek van Octurn grote aandacht besteden aan onder andere ritmisch onderzoek en ambigue harmonieën. Stilistisch is Octurn verwant aan de M-Base-beweging met muzikanten als Steve Coleman.
Octurn gaf optredens op alle grote Benelux jazzfestivals zoals Jazz à Liège, North Sea Jazz, Jazz Middelheim, Belga Jazz Festival en op internationale festivals zoals het Festival de jazz de Montréal en in de Knitting Factory in New York.

## Bezetting
De samenstelling van Octurn is, net als de band zelf, een steeds evoluerend gegeven. De hier weergegeven bezetting is deze die gebruikt werd bij het uitbrengen van het laatste album 21 Emanations in 2006. Op de albums van de band spelen telkens een of meerdere gastmuzikanten mee zoals Toots Thielemans op het album Round
- Guillaume Orti: altsaxofoon
- Laurent Blondiau: trompet
- Bo Van der Werf: baritonsaxofoon
- Jozef Dumoulin: fender rhodes
- Fabian Fiorini: piano
- Jean-Luc Lehr: bas
- Otti Van der Werf: bas
- Chander Sardjoe: drums

Daarnaast werkt Octurn ook aan projecten waarbij samengewerkt wordt met muzikanten zoals onder andere Dré Pallemaerts (elektronica), Magic Malik (dwarsfluit), Pierre Van Dormael en (een gedeelte van) het Ictus Ensemble.

## Discografie
- Chromatic History (1996)
- Ocean (1997)
- Round (2000)
- The Book Of Hours (2002)
- Dimensions (2002)
- 21 Emanations (2006)
- XPs [Live] (2007)
- 7eyes (2009)
- Kailash (2012)